# Bree Wee
Pour les articles homonymes, voir Wee et Myers.
Bree Wee née Bree Myers le 17 décembre 1979 en Floride est une triathlète américaine, vainqueur sur triathlon Ironman et Ironman 70.3.

## Biographie

### Jeunesse
Sportive dès l'enfance, elle pratique le surf et le beach-volley, Bree Wee grandit avec ses deux frères et ses six sœurs en Floride au près de leurs parents surfeurs et enseignants. Son colocataire étudiant était marathonien et l'a poussé vers des courses d'endurance. Dès sa sortie de l'Université en 2002, elle déménage à Kailua-Kona. Elle joue à pile ou face avec une pièce de monnaie, entre une offre d'emploi pour enseigner à Hawaï et une autre pour enseigner au Costa Rica. Deux semaines plus tard, elle atterri à Hawaï et n'a jamais regardé en arrière.

### Carrière en triathlon
En 2007, peu de temps après la naissance de son fils Kainoa, Bree Wee termine le championnat du monde d'Ironman en 9 h 47 min 40 s, un record à l'époque dans les groupes d'âges féminins et devient la première femme d'Hawaï qui termine en moins de dix heures. En 2008, elle se lance dans le professionnalisme. Elle remporte l'Ironman Louisiane en 2012 et l'Ironman Canada en 2014. Elle est aussi arrivé deux fois deuxième de l'Ironman Japon avec sept années d'intervalles (2008, 2015).

### Vie privée
Mère célibataire avec son fils Kainoa né en 2006. Elle a pris sa retraite sportive en septembre 2016.

## Palmarès
Le tableau présente les résultats les plus significatifs (podium) obtenus sur le circuit international de triathlon depuis 2007.
| Année | Compétition              | Pays        | Position           | Temps            |
| ----- | ------------------------ | ----------- | ------------------ | ---------------- |
| 2015  | Ironman Japon            | Japon       | Médaille d'argent  | 10 h 33 min 59 s |
| 2014  | Ironman Canada           | Canada      | Médaille d'or      | 9 h 46 min 58 s  |
| 2014  | Ironman 70.3 Hawaï       | États-Unis  | Médaille d'argent  | 4 h 33 min 20 s  |
| 2013  | Ironman 70.3 Philippines | Philippines | Médaille d'argent  | 4 h 27 min 49 s  |
| 2012  | Ironman Louisiane        | États-Unis  | Médaille d'or      | 9 h 36 min 27 s  |
| 2012  | Ironman 70.3 Philippines | Philippines | Médaille d'argent  | 4 h 27 min 24 s  |
| 2011  | Ironman 70.3 Hawaï       | États-Unis  | Médaille d'or      | 4 h 42 min 32 s  |
| 2011  | Ironman 70.3 Philippines | Philippines | Médaille de bronze | 4 h 35 min 16 s  |
| 2010  | Ironman Louisiane        | États-Unis  | Médaille de bronze | 9 h 50 min 35 s  |
| 2010  | Ironman 70.3 Hawaï       | États-Unis  | Médaille d'argent  | 4 h 40 min 13 s  |
| 2008  | Ironman Japon            | Japon       | Médaille d'argent  | 9 h 37 min 12 s  |
| 2007  | Ironman 70.3 Hawaï       | États-Unis  | Médaille de bronze | 4 h 47 min 8 s   |